# Mezuporat
Mezuporat je naselje na Biševu, u Splitsko-dalmatinskoj županiji. 

## Upravna organizacija
Upravno je dio Grada Komiže.

## Zemljopisni položaj
Priobalno je naselje. Nalazi se na sjevernom dijelu otoka, s istočne strane, istočno od Porta.
U blizini je poznata Modra špilja.

## Vanjske poveznice
- TZ Komiža  Arhivirana inačica izvorne stranice od 26. svibnja 2012. (Wayback Machine) Mezuporat
- BISERNA OGRLICA - PUČINSKI OTOCI SREDNJEG JADRANA  Arhivirana inačica izvorne stranice od 22. veljače 2014. (Wayback Machine)